# 马格尼西亚专区
马格尼西亚专区（希臘語：Περιφερειακή ενότητα Μαγνησίας），是希腊色萨利大区的一个专区。首府为沃洛斯。专区面积为5,381平方公里，2011年人口数量为269,151人。

## 行政
在2011年卡利克拉提斯改革方案中，希腊所有州份被取消。馬格尼西亞州分为两个专区：马格尼西亚专区和斯波拉泽斯专区。马格尼西亚专区下分为5个市镇（括号内为地图中的数字）：
- 阿尔米罗斯（2）
- 里加斯·费雷奥斯市镇（5）
- 南皮利翁（4）
- 沃洛斯（1）
- 扎戈拉-穆雷西（3）